# Orange (Texas)
Orange ist die Bezirkshauptstadt und Sitz der Countyverwaltung (County Seat) des Orange County im US-Bundesstaat Texas. Das U.S. Census Bureau hat bei der Volkszählung 2020 eine Einwohnerzahl von 19.324 ermittelt.

## Geographie
Die Stadt am U.S. Highway 90, am Zusammenfluss des Sabine River mit dem Gulf Intracoastal Waterway im Südosten von Texas, nahe der Grenze zu Louisiana, ist im Süden rund 40 Kilometer von Golf von Mexiko entfernt und hat eine Gesamtfläche von 53,8 km².

## Demografische Daten
Nach der Volkszählung im Jahr 2000 lebten hier 18.643 Menschen in 7.310 Haushalten und 5.021 Familien. Die Bevölkerungsdichte betrug 358,5 Einwohner pro km². Ethnisch betrachtet setzte sich die Bevölkerung zusammen aus 60,59 % weißer Bevölkerung, 35,36 % Afroamerikanern, 0,38 % amerikanischen Ureinwohnern, 1,17 % Asiaten, 0,08 % Bewohnern aus dem pazifischen Inselraum und 1,08 % aus anderen ethnischen Gruppen. Etwa 1,35 % waren gemischter Abstammung und 3,62 % der Bevölkerung waren spanischer oder lateinamerikanischer Abstammung.
Von den 7.310 Haushalten hatten 31,6 % Kinder unter 18 Jahre, die im Haushalt lebten. 46,5 % davon waren verheiratete, zusammenlebende Paare. 18,3 % waren allein erziehende Mütter und 31,3 % waren keine Familien. 28,3 % aller Haushalte waren Singlehaushalte und in 12,3 % lebten Menschen, die 65 Jahre oder älter waren. Die Durchschnittshaushaltsgröße betrug 2,47 und die durchschnittliche Größe einer Familie belief sich auf 3,01 Personen.
27,4 % der Bevölkerung waren unter 18 Jahre alt, 8,7 % von 18 bis 24, 26,5 % von 25 bis 44, 21,7 % von 45 bis 64, und 15,8 % die 65 Jahre oder älter waren. Das Durchschnittsalter war 36 Jahre. Auf 100 weibliche Personen aller Altersgruppen kamen 92,4 männliche Personen. Auf 100 Frauen im Alter von 18 Jahren und darüber kamen 86,2 Männer.

Das jährliche Durchschnittseinkommen eines Haushalts betrug 29.519 USD, das Durchschnittseinkommen einer Familie 37.473 USD. Männer hatten ein Durchschnittseinkommen von 37.238 USD gegenüber den Frauen mit 21.445 USD. Das Prokopfeinkommen betrug 16.535 USD. 22,9 % der Bevölkerung und 20,5 % der Familien lebten unterhalb der Armutsgrenze. Davon waren 34,0 % Kinder und Jugendliche unter 18 Jahren und 16,0 % waren 65 oder älter.

## Söhne und Töchter der Stadt
- Marcia Ball (* 1949), Sängerin und Pianistin
- Matt Bryant (* 1975), Footballspieler
- Shane Dronett (1971–2009), Footballspieler
- Forrest McDonald (1927–2016), Historiker
- Kay Panabaker (* 1990), Schauspielerin
- Bubba Smith (1945–2011), Schauspieler und früherer Football-Profi
- Earl Thomas (* 1989), Footballspieler